# Андронников, Владимир Николаевич
Владимир Николаевич Андронников (Андроников) (1885, Вичуга — 1942, Алма-Ата) — русский революционер, партийный и государственный деятель, крупный хозяйственник.

## Молодые годы
Родился 23 июня (5 июля) 1885 в селе Новая Гольчиха Кинешемского уезда Костромской губернии (с 1925 года в составе города Вичуги) в семье священника. Окончил Костромское духовное училище, вышел из 2-го класса духовной семинарии.
Трудовую деятельность начал в 1903 г. учителем в школе в деревне Загзы Варавинского уезда Костромской губернии.

## Революционная и партийная деятельность
В 1905 году вступил в РСДРП(б).
Партийную работу вёл в Костроме, Киеве, Самаре и других городах. Организатор боевых дружин в Кинешемском уезде. В 1908 секретарь Иваново-Вознесенского, а в 1914 Киевского комитета большевиков.
За революционную деятельность 11 раз был арестован, два раза бежал, отсидел в тюрьме в общей сложности 5 лет, более 2-х лет находился в ссылке. В 1907 г. вместе с Фрунзе сидел во Владимирском централе, где помогал ему вести революционную работу среди заключенных. В 1912 году выслан в Вологодскую губернию. В 1916 г. арестован в Самаре и вместе с Куйбышевым и Бубновым отправлен в Сибирь, в Туруханскую ссылку.
После февральской революции в марте 1917 г. вернулся из ссылки и становится одним из организаторов борьбы за установление Советской власти на Урале: он стал членом Уральского областного комитета РСДРП(б), членом комитета Уральского областного Совета рабочих и солдатских депутатов.
9-14 июня 1917 года состоялся 1-й Екатеринбургский окружной съезд Советов рабочих и крестьянских депутатов, одним из руководителей которого был Андронников. На съезде он был избран председателем Екатеринбургского окружного Совета.

## Государственная и хозяйственная деятельность
30 ноября 1917 г. Уральским Областным Советом рабочих и солдатских депутатов Урала была созвана специальная сессия Заводского совещания (орган Особого совещания по обороне государства на Урале, регулировавший работу промышленности посредством распределения оборонных заказов), на которой делегаты демократической группы Совещания выразили недоверие его Рабочему бюро. После бурных дебатов по новой программе действий Заводского совещания представители заводовладельцев и высших конторских служащих покинули заседание. В результате было избрано новое Рабочее бюро, председателем которого стал В. Н. Андроников (с 3 декабря переименованное в Исполнительное бюро).
В декабре 1917 г., будучи избранным в члены Учредительного собрания, находился в Петрограде, где неоднократно встречался с Лениным.
В январе 1918 стал председателем Совета комиссаров Урала и проводит национализацию промышленности региона. С марта 1918 по февраль 1919 года — комиссар производства Урала.
В мае 1918 г. участвовал в I Всероссийском съезде совнархозов, где выступал за хозяйственную независимость регионов и предприятий.
В 1919 возглавил губсовнархоз в Вятке, а после освобождения края от Колчака переехал в Екатеринбург и работал членом бюро отдела металлов ВСНХ на Урале.
В 1920 направлен на Украину, где руководил восстановлением металлургических заводов.
В 1924 перешёл на работу в Главметалл, а в 1925 вновь вернулся на Урал, год работал в Уралплане, в ноябре 1925 г. стал первым председателем Уральского областного радиобюро, в 1926 назначен председателем областного совнархоза, а в 1929 — зампредом Уралоблисполкома. С весны 1931 был представителем Уралсовета при ВЦИК в Москве.
В 1933 назначен председателем Госплана Казахстана и заместителем председателя СНК республики.
26 января—10 февраля 1934 года делегат XVII съезда ВКП(б).
21 мая 1938 арестован НКВД КазССР.
19 августа 1940 по обвинению по статьям 58-1а, 58-2, 58-8, 58-11 УК РСФСР приговорён Особым совещанием НКВД СССР к 8 годам исправительно-трудовых лагерей.
5 января 1942 — умер в Алма-Ате.

## Представительская деятельность
- Член Всероссийского Учредительного собрания от РСДРП(б), избранный по Пермскому избирательному округу (ноябрь 1917- январь 1918).
- Делегат съездов РКП(б)-ВКП(б): XI-го (1922), XII-го (1923), XV-го (1927), XVII-го (1934).

## Увековечивание
- Улица Андронникова в городе Алма-Ате (Казахстан).
- Улица Андронникова в г. Вичуге Ивановской обл.